# Phlegeria
Phlegeria es un género de foraminífero bentónico de la Subfamilia Glandulininae, de la Familia Glandulinidae, de la Superfamilia Polymorphinoidea, del Suborden Lagenina y del Orden Lagenida. Su especie-tipo es Phlegeria hyalina. Su rango cronoestratigráfico abarca el Holoceno.

## Discusión
Clasificaciones previas incluían Phlegeria en la Superfamilia Nodosarioidea.

## Clasificación
Phlegeria incluye a la siguiente especie:
- Phlegeria hyalina